# Ligyija Vlagyimirovna Vertyinszkaja
Ligyija Vlagyimirovna Vertyinszkaja, oroszul: Лидия Владимировна Вертинская (Harbin, Kína, 1923. április 14. – Moszkva, Szovjetunió, 2013. december 31.) grúz származású szovjet grafikus, filmszínésznő.
Alekszandr Nyikolajevics Vertyinszkij kabaré- és esztrádszínész, táncdalénekes, dalszerző felesége; a híres színésznő-testvérpár, Anasztaszija Alekszandrovna Vertyinszkaja (1944) és  Marianna Alekszandrovna Vertyinszkaja (1943) anyja.

## Élete
Ligyija Vertyinszkaja (akkor még Cirgvava) emigráns családban született. Anyja a háztartást vezette, apja, V. K. Cirgvava a kínai keleti vasútvonal igazgatóságának tisztviselője volt és 1934 körül halt meg Harbinban. Ligyija Cirgvava tizenhét évesen Sanghajban egy hajótársaságnál dolgozott, amikor megismerkedett 34 évvel idősebb leendő férjével, Alekszandr Vertyinszkijjel, és 1942 tavaszán házasságot kötöttek. 
A Kijevben született Alekszandr Vertyinszkij kabaré- és esztrádszínész volt, 1920-ban emigrált; több európai ország, egy évig Amerika, majd sok éven át Kína kabaréiban, éttermeiben lépett fel, a sanghaji orosz emigránsok körében népszerű énekes-színész volt. A második világháború idején a szovjet kormánytól kérvényezte és engedélyt kapott, hogy hazatérjen. 1943 novemberében feleségével és első kislányukkal együtt Moszkvába költözött, második gyerekük már ott született. Gyakori sikeres fellépéseivel, saját szerzeményeivel hazájában népszerűséget szerzett. A Kárhozottak összeesküvése (Заговор обречённых) című filmben nyújtott alakításáért (1951) Sztálin-díjjal tüntették ki.
Ligyija Vertyinszkaja férje javaslatára iratkozott be a moszkvai V. I. Szurikov Képzőművészeti Főiskola festészeti szakára, melyet 1955-ben végzett el. Nem készült színészi pályára, előképzettség és filmes tapasztalat nélkül kapott véletlenül filmszerepet Alekszandr Ptusko Szadko című nagysikerű mesefilmjében. Ezután még néhány filmben játszott, – a Grigorij Kozincev által rendezett Don Quijote kivételével mesefilmekben.
Miután 1957-ben férje meghalt, egyedüli családfenntartó lett. Egy nyomdavállalatnál nyomdai grafikusi állást vállalt és képei eladásával is keresethez jutott. Előbb férjének, majd jelentős színészi karriert befutó két lányának „árnyékában” élt. 90 évesen hunyt el, a Novogyevicsij-kolostor sírkertjében temették el.
2004-ben Moszkvában megjelent könyve (Синяя птица любви [A szerelem kék madara]) legnagyobb része férjének, Alekszandr Vertyinszkijnek hozzá és két lányukhoz írt leveleiből, valamint két színész-lányukról és az unokákról megjelent cikkek gyűjteményéből áll. A könyv kb. harmada saját visszaemlékezéseiről, leginkább férjével való házasságukról és közös életükről szól.

## Filmjei
- 1952: Szadko – Phoenix madár, (rendező: Alekszandr Ptusko)
- 1957: Don Quijote – Hercegnő, (r. Grigorij Kozincev)
- 1957:  Новые похождения Кота в сапогах [Csizmás Kandúr újabb kalandjai] – Koldus, (r. Alekszandr Arturovics Rou)
- 1958: Киевлянка (1958–1960) [A kijevi lány] – Marta, (r. Tyimofej Vasziljevics Levcsuk)
- 1963: Королевство кривых зеркал [Görbe tükrök királysága] – Аnyidag, (r. Alekszandr Arturovics Rou)